# 수상기모함

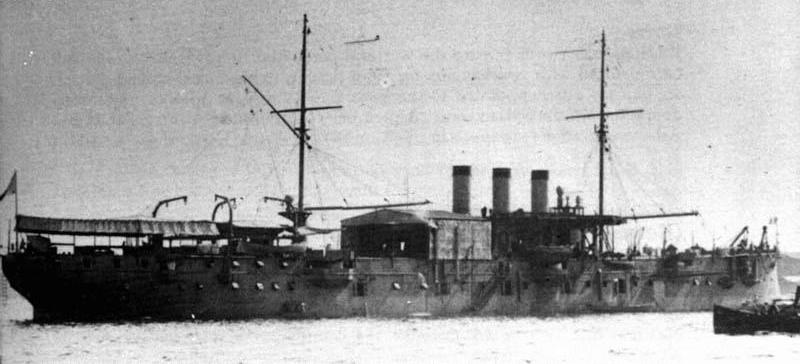

수상기모함(水上機母艦, seaplane tender)은 수상기의 운용을 지원하는 보트나 선박이다. 이 배들 중 일부는 수상기를 옮기는 것뿐 아니라 수상기 운용에 필요한 모든 시설을 제공하였다. 이 배들은 일부 사람들이 항공모함으로도 간주하며 제1차 세계 대전 직전에 등장하였다.

## 예시
- USS 랭글리 (1937년)